# Podszosie (Kuczów)
Podszosie - dawna część wsi Kuczów w Polsce, położona w województwie świętokrzyskim, w powiecie starachowickim, w gminie  Brody.
W latach 1975–1998 Podszosie administracyjnie należało do województwa kieleckiego.
Nazwę zniesiono z 2023 r.